# 拉斯卡奧巴斯
拉斯卡奥巴斯（法語：Lascahobas，發音：[laskaɔbas]）是海地中央省拉斯卡奥巴斯区的市镇，也是该区首府，总面积151.68平方千米，2015年人口45873。